# Condado de Canilleros
El Condado de Canilleros es un título nobiliario español creado por el rey Carlos II por Real Decreto de 23 de octubre de 1685  y cuyo Real Despacho se expidió el 28 de junio de 1693 con el vizcondado previo de la misma denominación a favor de Pedro de Porres, Maraver y Silva, Regidor perpetuo de Jerez de los Caballeros; Corregidor de Ávila, Logroño, Granada, y Segovia; Caballero de la Orden de Santiago. El origen del nombre está en la dehesa de Canilleros, situada en Jerez de los Caballeros y que era propiedad de la familia Porres de Logroño.
La familia Porres, que utilizó indistintamente los apellidos Martínez de Porres y Porres de Logroño, era oriunda de Castilla la Vieja, concretamente de la merindad de Val de Porras, situada en el partido judicial de Villarcayo, provincia de Burgos.
El I conde de Canilleros, Pedro de Porres y Silva nació en Jerez de los Caballeros, siendo bautizado el 16 de diciembre de 1628. Falleció en Brozas (Cáceres) el 7 de diciembre de 1699, municipio al cual había llegado por su matrimonio con María Francisca de Montemayor y Montemayor el 4 de octubre de 1646.
Fue el heredero del título el cuarto hijo del matrimonio, Diego de Porres y Silva Montemayor, bautizado en Brozas el 22 de febrero de 1652 y fallecido antes que su padre. Se había casado en Madrid el 24 de octubre de 1683 con Ángela de Acuña Altamirano, siendo su único hijo Pedro Bernardo de Porres y Acuña el II conde de Canilleros, que fue bautizado en Brozas el 26 de mayo de 1686 y allí falleció el 24 de septiembre de 1772. Contrajo matrimonio con Inés Ventura de Eraso, marquesa viuda de Sofraga, en Trujillo (Cáceres) el 15 de abril de 1709.
El tercer hijo de este matrimonio, Diego de Porres Eraso y Roco de Godoy, fue el III conde de Canilleros, que fue bautizado en Brozas el 29 de enero de 1711, lugar en el que falleció el 29 de junio de 1780. Casó con Ignacia de Arévalo Sedeño y Cabeza de Vaca.
Su segundo hijo, Pedro Gabriel de Porres Arevalo Sedeño y Cabeza de Vaca, heredó el título paterno, siendo el IV conde de Canilleros. Nació en Brozas el 23 de noviembre de 1746 y allí falleció el 4 de mayo de 1795. Contrajo matrimonio con María de la Consolación Topete y Perero el 5 de agosto de 1775 en Alcántara (Cáceres). 
El V conde de Canilleros fue Antonio María de Porres Topete, primer hijo del cuarto conde. Nació en Brozas el 22 de marzo de 1777, lugar donde residió hasta su fallecimiento el 7 de abril de 1851. Fue diputado de la Diputación de Extremadura entre 1812 y 1813 representando al partido judicial de Alcántara (su cese se debió a la anulación de la elección). Contrajo matrimonio en la iglesia de San Ginés (Madrid) el 15 de mayo de 1796 con Teresa de Vera y Moctezuma. Tuvieron un solo hijo que falleció a los dos años de edad, pero se ocuparon de una expósita de Brozas, de nombre Antonia María, dándole una generosa dote de más de 29.000 reales cuando se casó en 1837.
Heredó el título condal la hija de Diego de Porres Topete, hermano del quinto conde, María de la Consolación de Porres y Mendoza, VI condesa de Canilleros, nacida en Brozas el 21 de septiembre de 1836 y fallecida en Madrid el 15 de enero de 1901. Casó también en Brozas el 6 de marzo de 1853 con su sobrino José Miguel de Mayoralgo y Ovando, hijo de María Dolores de Ovando y Porres, que a su vez era hija de María Ignacia de Porres Topete, hermana del quinto conde y, por tanto, prima hermana de la sexta condesa. Al fallecer esta última, heredó el título su propio esposo, de quien se separó poco después de la boda, el mencionado José Miguel de Mayoralgo y Ovando, VII conde de Canilleros, presidente y fundador de la Caja de Ahorros de Cáceres, que sucedió a su mujer no por el hecho de ser su consorte, sino porque era su sucesor legal al ser primo suyo. Había nacido en Cáceres el 31 de marzo de 1827, falleciendo en Madrid el 25 de julio de 1918. Hay que señalar que la sucesión no fue inmediata, pues la Gazeta de Madrid publica en 1905 que el título estaba vacante y se concedía un plazo de seis meses para que los posibles sucesores lo reclamaran. Los seis meses transcurrieron y se volvió a publicar la vacante con otro plazo de reclamación de seis meses, hasta que en enero de 1908 se expidió carta de sucesión a favor de José Miguel de Mayoralgo y Ovando, es decir, siete años después de su tía y esposa. No tuvieron sucesión, aunque la sexta condesa tuvo una hija ilegítima con Cayetano Sánchez Bustillo, llamada María de la Consolación Bustillo y Mendoza (1870-1913), que no pudo heredar el condado por su ilegitimidad, pero que sí heredó de su madre el marquesado de los Altares, aunque al fallecer sin descendencia, este título pasó de nuevo a la rama legítima. Con la sexta condesa desapareció el apellido Porres asociado al condado de Canilleros.
En abril de 1919 solicita el título Miguel Mayoralgo Torres-Cabrera, conde de Torre de Mayoralgo y sobrino del anterior titular, pero, a la muerte de Matilde Matilde de Mayoralgo y Ovando, condesa de Torre de Mayoralgo por cesión de sus hermanos varones, por segunda línea indirecta y por voluntad de su tía abuela que condicionó la herencia de sus otros sobrinos legítimos sucesores del título a que no lo impidieran, pasó a su sobrino nieto García Muñoz de San Pedro Torres Cabrera, VIII conde de Canilleros, que solicitó el título en junio de 1924, pero éste fue reclamado de nuevo por Miguel Mayoralgo Torres-Cabrera, hasta que finalmente en enero de 1927 fue rehabilitado por don García, es decir, ocho años después de fallecido su anterior titular. En alguna documentación no oficial se sigue considerando a Miguel Mayoralgo como conde de Canilleros sin que en ningún momento hubiera recibido el título oficialmente. El nuevo conde había nacido en Cáceres el 31 de mayo de 1876 y falleció allí el 15 de diciembre de 1953. Fue alcalde de Cáceres y presidente de su Diputación Provincial. Casó con Beatriz Higuero y Cotrina, fallecida en Cáceres el 29 de junio de 1960.
Heredó el título su primer hijo, Miguel Muñoz de San Pedro e Higuero, IX conde de Canilleros, nacido en Cáceres el 28 de diciembre de 1899 y fallecido también allí el 5 de abril de 1972. Ostentó también los títulos de vizconde de Torre Hidalgo y barón de Campo de Águilas. Casó en Brozas el 30 de octubre de 1925 con Julia Flores de Lizaur y Bonilla, fallecida el 1 de mayo de 1961, e hija de Manuel Flores de Lizaur y Ortiz y Blanca Bonilla Rodríguez (hija de Ildefonso Bonilla, un gran terrateniente de Arroyo de la Luz con propiedades en Brozas y Navas del Madroño). El noveno conde de Canilleros fue uno de los mayores divulgadores de la historia de Extremadura, habiendo escrito numerosos libros y artículos sobre su tierra de nacimiento.
Su hija, Beatriz Muñoz de San Pedro y Flores de Lizaur, heredó el título paterno, convirtiéndose mediante Carta de 15/02/1974 en la X condesa de Canilleros..Ha sido también II marquesa de Cerverana, VI condesa de Altares, condesa de San Miguel, vizcondesa de Peñaparda de Flores y baronesa de Campo de Águilas. Nació en Cáceres el 12 de julio de 1926, donde casó el 9 de mayo de 1949 con Arsenio Rueda y Sánchez Malo.
El actual titular por cesión inter vivos de su madre, desde 2007, es José Miguel Rueda Muñoz de San Pedro, XI conde de Canilleros y XIV vizconde de Peñaparda de Flores, nacido en Madrid el 14 de junio de 1951. Es arquitecto. Casó el 3 de septiembre de 1977 con María Justa Márquez de la Plata y López-Montenegro, con quien ha tenido tres hijos: García (n.1981), Adela (n.1983) y Manuel Rueda Márquez de la Plata (n.1986).

## Condes de Canilleros
|                        | Titular                                                             | Periodo                |
| Creación por Carlos II | Creación por Carlos II                                              | Creación por Carlos II |
| ---------------------- | ------------------------------------------------------------------- | ---------------------- |
| I                      | Pedro de Porres y Silva (1628-1699)                                 | 1693-1699              |
| II                     | Pedro Bernardo de Porres y Acuña (1686-1772)                        | 1699-1772              |
| III                    | Diego de Porres Eraso y Roco de Godoy (1711-1780)                   | 1772-1780              |
| IV                     | Pedro Gabriel de Porres Arevalo Sedeño y Cabeza de Vaca (1746-1795) | 1780-1795              |
| V                      | Antonio María de Porres Topete (1777-1851)                          | 1795-1851              |
| VI                     | María de la Consolación de Porres y Mendoza (1836-1901)             | 1851-1901              |
| VII                    | José Miguel de Mayoralgo y Ovando (1827-1918)                       | 1908-1918              |
| VIII                   | García Muñoz de San Pedro Torres Cabrera (1876-1953)                | 1927-1953              |
| IX                     | Miguel Muñoz de San Pedro e Higuero (1899-1972)                     | 1953-1972              |
| X                      | Beatriz Muñoz de San Pedro y Flores de Lizaur (n. 1926)             | 1974-2007              |
| XI                     | José Miguel Rueda Muñoz de San Pedro (n. 1951)                      | 2007-                  |